# ميشيل فيريرا دوس سانتوس
ميشيل فيريرا دوس سانتوس (بالبرتغالية: Michel Ferreira Dos Santos) (22 مارس 1990 بريو دي جانيرو في البرازيل - ) هو لاعب كرة قدم برازيلي في مركزي الوسط والدفاع. لعب مع غريميو بورتو أليغرينزي.

## روابط خارجية
- ميشيل فيريرا دوس سانتوس على موقع الاتحاد الدولي (مؤرشف)  (الإنجليزية)
- ميشيل فيريرا دوس سانتوس على موقع قاعدة بيانات كرة القدم.إي يو (الإنجليزية)
- ميشيل فيريرا دوس سانتوس على موقع Soccerway.com (الإنجليزية)